# 夷隅郡市広域市町村圏事務組合
夷隅郡市広域市町村圏事務組合（いすみぐんしこういきしちょうそんけんじむくみあい、英：Isumi country city joint administration bloc office association）は、千葉県勝浦市、いすみ市、夷隅郡大多喜町及び御宿町の2市2町が設立している一部事務組合。

## 概要
- 事務所：いすみ市弥正88-1
- 主な事務内容
  - 関係市町圏の振興整備に関する計画の策定
  - 老人福祉センターの運営・管理
  - 関係市町職員の共同研修
  - 休日診療
  - 福祉作業所の建設及び運営・管理
  - 常備消防
  - 一般廃棄物処理施設（し尿処理除く）の建設・管理

## 沿革
- 1972年8月1日　勝浦市、夷隅郡大原町、大多喜町、夷隅町、御宿町及び岬町による夷隅郡市広域市町村圏事務組合が設立。
- 2005年12月5日　夷隅町、大原町及び岬町の3町が合併して、いすみ市が発足する。組合構成市町が2市2町となる。

## 設置施設
- 大多喜老人福祉センター
  - 所在地：夷隅郡大多喜町新丁163
- 夷隅郡市福祉作業所
  - 所在地：いすみ市国府台459-2

## 常備消防事務

### 概要
- 消防本部：夷隅郡大多喜町船子73-2
- 消防署：2カ所、分署4カ所
- 配備消防車両等[1]
  - 水槽付消防ポンプ自動車：6
  - 消防ポンプ自動車：3
  - 高規格救急自動車：7
  - 指揮車：1
  - 救助工作車：1
  - 警防車：1
  - 査察車：1
  - 広報車：2
  - 火災調査車：1
  - 司令車：1
  - 連絡車：5
  - 共用車：2
  - 資機材搬送車：2

### 沿革
- 1972年4月1日　勝浦市消防本部及び消防署を開設する。
- 1972年7月17日　勝浦市消防本部及び消防署庁舎が完成する。
- 1979年4月1日　大原町消防本部及び消防署を開設する。
- 1981年11月1日　大原町が救急業務応援協定を大多喜町、夷隅町、御宿町及び岬町と締結する。
- 1988年11月1日　消防事務の共同処理を目的に、組合に広域常備消防準備室を開設する。
- 1989年3月29日　夷隅郡市広域市町村圏事務組合消防本部の設立が許可される。
- 1990年2月28日　大多喜町に消防本部及び大多喜分署庁舎が竣工する。
- 1990年4月1日　勝浦市消防本部及び大原町消防本部を統合のうえ、夷隅郡市広域市町村圏事務組合消防本部を開設し、1本部2署（勝浦消防署・大原消防署）1分署（大多喜分署）体制で発足する。
- 1991年4月1日　岬分署を開設する。
- 1992年4月1日　夷隅分署を開設する。
- 1993年4月1日　御宿分署を開設する。
- 1999年1月18日　初の高規格救急車を勝浦消防署へ配置する。
- 2013年4月1日　119番受信、指令業務等を共同で行うちば消防共同指令センターが正式運用を開始する。

### 組織
- 本部
  - 総務課
  - 予防課
  - 警防課
- 消防署

### 消防署
| 消防署     | 消防署                  | 住所                                                                   | 配備消防車両等 |
| ---------- | ----------------------- | ---------------------------------------------------------------------- | --- |
| 勝浦消防署 | 勝浦消防署              | 勝浦市沢倉78-32                                                        | - 水槽付消防ポンプ自動車（I-B型）：1 - 消防ポンプ自動車（CD-I型・救助仕様車）：1 - 資機材運搬車：1 - 高規格救急自動車：2（うち1台非常用） - 広報車：1       |
|            | 大多喜分署 （消防本部） | 夷隅郡大多喜町船子73-2                                                 | - 水槽付消防ポンプ自動車（I-B型、災害対応車）：1 - 消防ポンプ自動車（CD-I型、非常用）：1 - 高規格救急自動車：1 - 連絡車：1                                  |
| 御宿分署   | 夷隅郡御宿町御宿台53    | - 水槽付消防ポンプ自動車（I-B型）：1 - 高規格救急自動車：1 - 連絡車：1 | |
| 大原消防署 | 大原消防署              | いすみ市大原6779-1                                                     | - 指揮車 1 - 水槽付消防ポンプ自動車（I-B型）：1 - 消防ポンプ自動車（CD-I型）：1 - 救助工作車（II型）：1 - 資機材運搬車：1 - 高規格救急自動車：1 - 広報車：1 |
|            | 夷隅分署                | いすみ市弥正770-1                                                      | - 水槽付消防ポンプ自動車（I-B型）：1 - 高規格救急自動車：1 - 連絡車：1                                                                                      |
| 岬分署     | いすみ市岬町東中滝745-1 | - 水槽付消防ポンプ自動車（I-B型）：1 - 高規格救急自動車：1 - 連絡車：1 | |